# Corpus Nummorum Online
Corpus Nummorum Online, zunächst Corpus Nummorum Thracorum und Die antiken Münzen Thrakiens – das numismatische Themenportal, ist ein Webportal, in dem die antiken Münzen von vier historischen Landschaften – Moesia inferior, Mysien, Thrakien und der Troas – erfasst werden. Das Corpus sammelt und publiziert seit 2012 die Münzen des antiken Thrakien, seit 2018 auch von den anderen Regionen. Ziel des Projektes ist die Erstellung einer Typologie und ihre numismatische Interpretation. Federführende Organisationen sind die Berlin-Brandenburgische Akademie der Wissenschaften (BBAW) und das Münzkabinett Berlin. Für die entsprechende Einbindung und Entwicklung computergestützter Methoden konnte als weiterer Projektpartner das Big Data Lab der Universität Frankfurt am Main gewonnen werden.

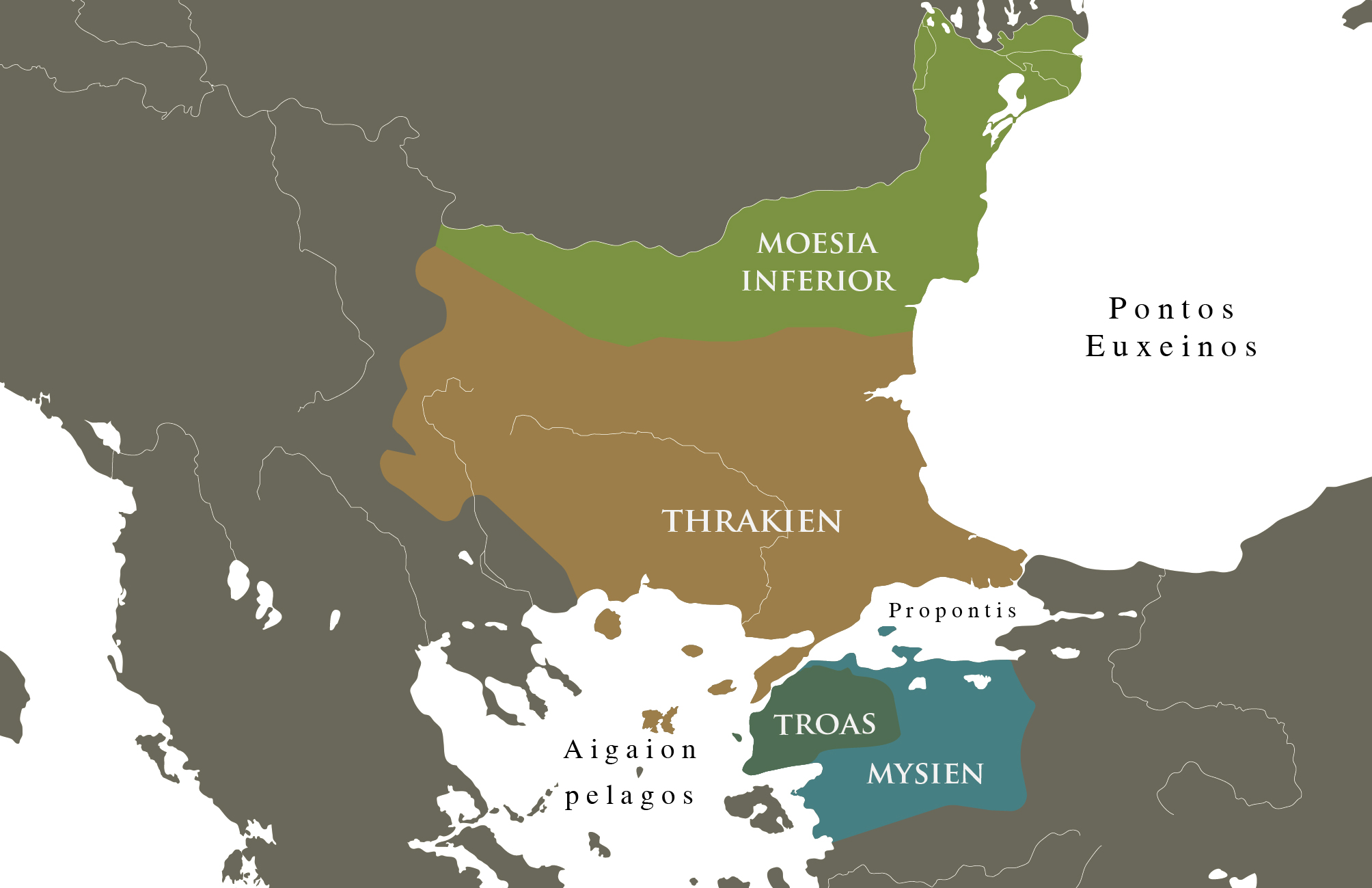
Untersuchte Region

Das Portal steht seit Anfang 2020 in deutscher und englischer Sprache zur Verfügung.
Grundlage für das Portal sind die Münzen aus dem Berliner Münzkabinett und die in der Berlin-Brandenburgischen Akademie der Wissenschaften vorhandenen Gipsabdrücke von Münzen, die durch Münzen anderer Sammlungen fortlaufend ergänzt werden. Auf diese Weise sind bislang Münzen von mehr als 100 Sammlungen aus 24 Ländern erfasst worden. Hinzu kommen Münzen aus privaten Sammlungen und Auktionskatalogen.
Im Rahmen des Projektes entsteht ein umfassender Katalog der Münzen und Typen der vier antiken Regionen im Internet. Die Münzen und Typen werden sofern möglich mit Bild gezeigt und bekommen eine eindeutige Identifikationsnummer. Die Verwendung von Normdaten ermöglicht den internationalen Austausch mit anderen sammlungsübergreifenden numismatischen Portalen wie nomisma, Inventory of Greek Coin Hoards Online und Roman Provincial Coinage. Geleitet wird das Projekt von Ulrike Peter, Karsten Tolle und Bernhard Weisser, die Einträge werden von vielen verantwortet und im Sinne von Citizen Science von weiteren externen Partnern unterstützt. Neben dem Münz- und Typenkatalog bietet die Webseite auch eine interaktive Karte und eine umfassende Literaturliste. Jeden Monat wird eine Münze als Münze des Monats vorgestellt. Das Projekt wird durch die Deutsche Forschungsgemeinschaft (DFG) und das Bundesministerium für Bildung und Forschung (BMBF) gefördert.
Im April 2015 wurde die Tagung Thrace. Local Coinage and Regional Identity. Numismatic Research in the Digital Age organisiert. Im Juni 2016 wurde das Projekt mit dem zweiten Preis des Berliner Digital Humanities Preises ausgezeichnet.

## Einzelbelege
1. ↑  Big Data Lab der Universität Frankfurt am Main.
2. ↑  nomisma.org.
3. ↑  Inventory of Greek Coin Hoards Online.
4. ↑  Romen Provincial Coinage.
5. ↑  Team des Corpus Nummorum.
6. ↑  Informationen und Programm (Memento des Originals vom 7. Mai 2016 im Internet Archive)  Info: Der Archivlink wurde automatisch eingesetzt und noch nicht geprüft. Bitte prüfe Original- und Archivlink gemäß Anleitung und entferne dann diesen Hinweis. auf der Internetseite der BBAW.
7. ↑  bbawredakteur: Thrace – local coinage and regional identity: Numismatic research in the digital age — Berlin-Brandenburgische Akademie der Wissenschaften. Abgerufen am 22. April 2020 (deutsch).
8. ↑  Corpus Nummorum Thracorum gewinnt Berlin DH-Preis 2016